# Leonzio (prefetto del pretorio d'Oriente)
Leonzio (latino: Leontius; fl. 510-533) fu un alto funzionario dell'Impero romano d'Oriente.

## Biografia
Era un famoso professore di diritto. Fu Prefetto del pretorio d'Oriente nel 510; uno dei suoi editti prefettizi si è conservato. Una legge del Codice giustinianeo lo definisce consularis, cioè ex-console (verosimilmente onorario) e patricius.
Era ancora in vita nel 533.